# قطعنامه ۲۰۰۶ شورای امنیت
قطعنامه ۲۰۰۶ شورای امنیت سازمان ملل متحد که در تاریخ ۱۴ سپتامبر ۲۰۱۱ تصویب شد، سندی بین‌المللی دربارهٔ دیوان جرایم بین‌المللی برای رواندا است. این قطعنامه طی نشست ۶۶۱۲ام با ۱۵ رای موافق، ۰ مخالف و ۰ ممتنع تصویب شد.